# Camp Belvidere
Pour plus de détails, voir Fiche technique et Distribution.
Camp Belvidere est un moyen métrage américain réalisé par Astrid Ovalles et Oriana Oppice, sorti en 2014.

## Synopsis
C'est l'histoire d'une chef de camp, Rose, dont l'amitié pour Gin, l'infirmière du camp, va se transformer en une histoire d'amour passionnée.

## Fiche technique
- Titre : Camp Belvidere
- Réalisation : Astrid Ovalles, Oriana Oppice
- Scénario :  Astrid Ovalles
- Production : Recluse Films
- Musique :
- Pays d'origine :  États-Unis
- Langue d'origine : anglais américain
- Genre : Drame, romance saphique
- Lieux de tournage : New York, État de New York, États-Unis
- Durée : 38 minutes
- Date de sortie : 
  - États-Unis 26 août 2014

## Distribution
- Molly Way : Rose, la responsable du camp
- Astrid Ovalles : Gin, l'infirmière
- Stacee Mandeville : madame Turner
- Spencer Rhys Hughes : Bobby, le petit ami de Rose